# رالف هام
رالف هام (بالإنجليزية: Ralph Ham)‏ هو لاعب كرة قاعدة أمريكي، ولد في مارس 1849 في تروي في الولايات المتحدة، وتوفي بنفس المكان في 13 فبراير 1905.